# Перетворення телевізійних стандартів
Перетворення телевізійних стандартів - процес зміни одного виду телевізійної системи в іншу. Найбільш поширеним є від NTSC в PAL або навпаки. Це робиться для того, щоб телевізійні програми в одній країні могли розглядатися в країні з іншим стандартом. Відео подається через перетворювач (транскодер) відео стандартів, який перекодовує відео в іншу систему. 
Перетворення між різним числом пікселів і різною частотою кадрів відеозображень є складною технічною проблемою. Проте міжнародний обмін телебачення робить перетворення стандартів необхідним і в багатьох випадках  обов'язковим.
Транскодери використовуються, головним чином, для перетворення системи кодування кольоровості при трансляції програм, вироблених в стандарті, що не відповідають прийнятим на даній території мовлення. Транскодер являє собою комбінацію з декодера і кодучого пристрою, що працюють послідовно. Декодер здійснює поділ телевізійного сигналу на сигнали яскравості і кольорорізницеві, а кодер перетворює їх в телевізійний сигнал іншого стандарту.
У зв'язку з тим, що з середини 1990-х років професійне відеообладнання стандарту SECAM ніде в світі практично не проводиться, відеовиробництво повсюдно здійснюється в системі PAL зі стандартом розкладання 625/50, прийнятим на території країн, які ведуть мовлення в системі SECAM. При трансляції готової програми в ефір телевізійний сигнал транскодується в систему SECAM.
Поява цифрового телебачення, заснованого на інших принципах і стандартах, знімає актуальність проблеми.